# Jean-Baptiste Lemercier
Pour les articles homonymes, voir Lemercier.
Jean-Baptiste Nicolas Lemercier est un militaire et homme politique français né le 10 janvier 1789 à Saintes (Saintonge) et mort le 14 octobre 1854 à Saintes.

## Biographie
Fils de Louis-Nicolas Lemercier, il s'engage dans l'armée pendant les guerres napoléoniennes, passe quelque temps dans la marine, combat à la Hogue[Quoi ?] et à Trafalgar, puis échange en 1809 le grade d'enseigne de vaisseau contre une lieutenance dans un régiment de dragons. Il fait les campagnes de Wagram, d'Espagne et de France, et parvient au grade de colonel d'état-major. Il sert également en tant qu'attaché d'ambassade.
Maire de Saintes en 1839 et conseiller général pour le canton de Burie, il est député de la Charente-Maritime de 1842 à 1846, siégeant au centre gauche, tout en votant presque toujours avec la majorité conservatrice. Il est de nouveau député de la Charente-Maritime de 1849 à 1851, puis de 1852 à 1854, siégeant à droite et soutenant le régime impérial. 
Il est le gendre du maréchal Jourdan et le père d'Anatole Lemercier, député de la Charente-Maritime.

## Sources
- « Jean-Baptiste Lemercier », dans Adolphe Robert et Gaston Cougny, Dictionnaire des parlementaires français, Edgar Bourloton, 1889-1891 [détail de l’édition]